# Phil Shulman
Phil Shulman (nascido Philip Arthur Shulman, 27 de agosto de 1937, Gorbals, Glasgow, Escócia), foi um membro do inovador grupo de rock progressivo Gentle Giant de 1970 a 1972.
Shulman participou dos álbuns Gentle Giant, Acquiring the Taste, Three Friends e Octopus.
Multi-instrumentista, tocou saxofone alto, sax tenor, flauta, clarineta, trompete, marimba, piano e, ocasionalmente, percussão, além de assumir o vocal principal em algumas canções e fornecer vocais de apoio em várias.
Ele é o mais velho dos três irmãos Shulman, fundadores do Gentle Giant.
Anteriormente, havia tocado com a Simon Dupree and the Big Sound.